# Eurypon major
Eurypon major är en svampdjursart som beskrevs av Sarà och Siribelli 1960. Eurypon major ingår i släktet Eurypon och familjen Raspailiidae. Inga underarter finns listade i Catalogue of Life.